# Tongxiang
Tongxiang (桐乡市S) è una città-contea della Cina, situata nella provincia dello Zhejiang.